# Topologia de Zariski
Em matemática, a topologia de Zariski é uma estrutura básica na geometria algébrica, especialmente desde os anos 1950. Nesta topologia, assim chamada devido a Oscar Zariski, os conjuntos fechados são aqueles que consistem dos zeros comuns a um conjunto de polinômios. 